# Aerangis luteoalba
Aerangis luteoalba là một loài lan. Loài này bao gồm hai loại: 
- Aerangis luteoalba var. luteoalba (Kraenzl.) Schltr. (1918), và
- Aerangis luteoalba var. rhodosticta (Kraenzl.) J. Stewart (1979) (đồng nghĩa: Angraecum rhodostictum Kraenzl. (1896) (Basionym), Angorchis rhodosticta (Kraenzl.) Kuntze (1903), Angraecum albidorubrum De Wild. (1916), Aerangis rhodosticta (Kraenzl.) Schltr. (1918), Aerangis albidorubra (De Wild.) Schltr. (1918), Angraecum mirabile auct. (1923))

## Hình ảnh

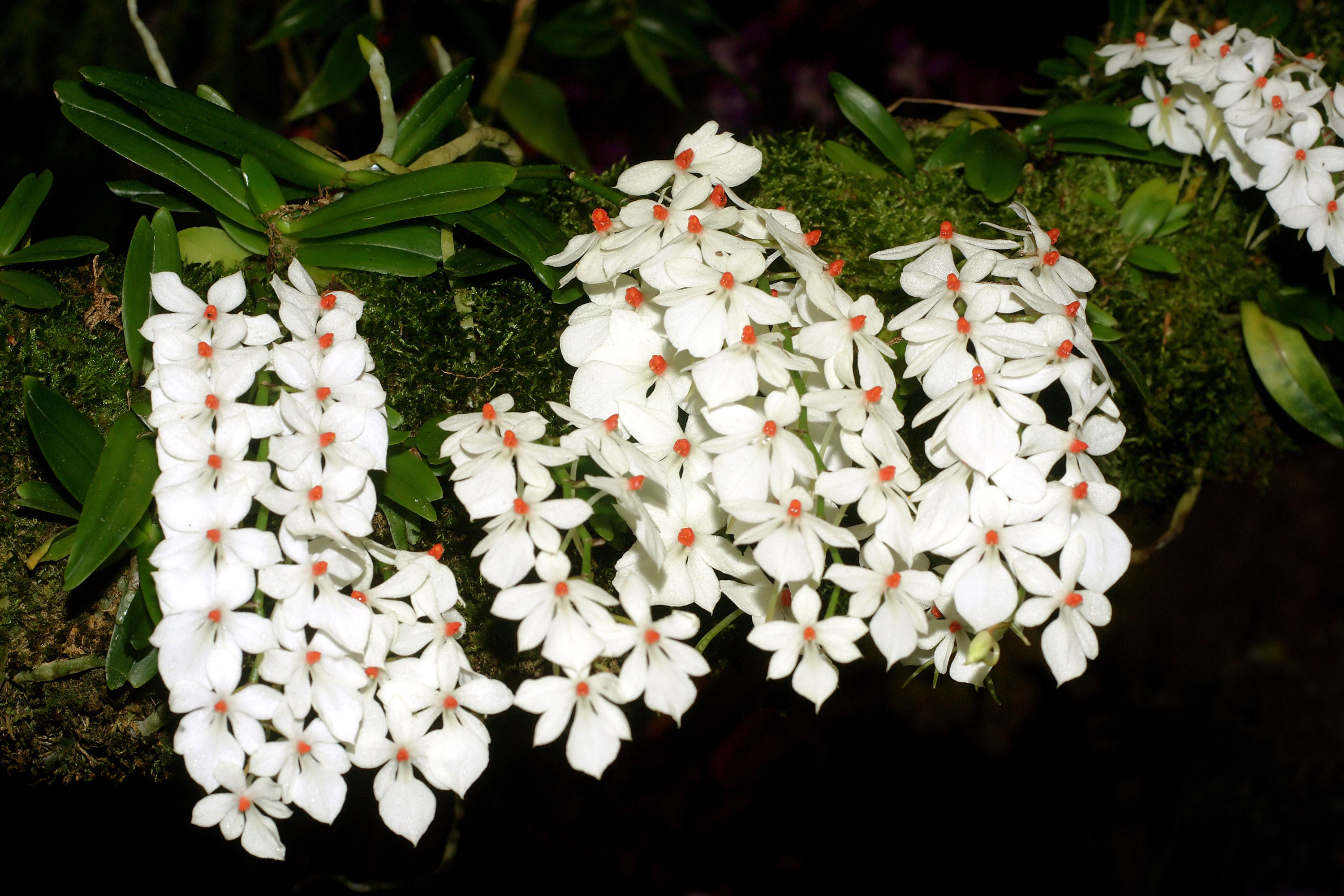